# Sorrento Calcio 1947-1948
Questa voce raccoglie le informazioni riguardanti il Sorrento nelle competizioni ufficiali della stagione 1947-1948.

## Stagione
Serie C 1947-1948: 15º posto

## Divise
| Casa |

## Organigramma societario
Area direttiva
- Presidente:  Federico Cuomo

Area tecnica
- Allenatore: ?

## Rosa
| N. |                   | Ruolo | Calciatore         |
| -- | ----------------- | ----- | ------------------ |
|    | Italia (bandiera) | P     | Umberto Di Capua   |
|    | Italia (bandiera) | P     | Ferruccio Scapini  |
|    | Italia (bandiera) | D     | Antonio Berger     |
|    | Italia (bandiera) | D     | Angelo Bernini     |
|    | Italia (bandiera) | D     | Paolo Fiorentino   |
|    | Italia (bandiera) | D     | Domenico Miranda   |
|    | Italia (bandiera) | C     | Luigi Lombardi     |
|    | Italia (bandiera) | C     | Gaetano Marrese I  |
|    | Italia (bandiera) | C     | Aldo Marrese III   |
|    | Italia (bandiera) | A     | Ignazio Avella     |
|    | Italia (bandiera) | A     | Umberto Badii      |
|    | Italia (bandiera) | A     | Silvestro Castaldo |
|    | Italia (bandiera) | A     | Angelo Catesi      |

| N. |                   | Ruolo | Calciatore         |
| -- | ----------------- | ----- | ------------------ |
|    | Italia (bandiera) | A     | Ciro Criscuolo     |
|    | Italia (bandiera) | A     | Salvatore Esposito |
|    | Italia (bandiera) | A     | Antonino Fucito    |
|    | Italia (bandiera) | A     | Michele Penna      |
|    | Italia (bandiera) | A     | Carlo Petagna      |
|    | Italia (bandiera) | A     | Rubicondo          |
|    | Italia (bandiera) | A     | Luciano Trabacchi  |
|    | Italia (bandiera) | A     | Raffaele Tufano    |
|    | Italia (bandiera) |       | Giovanni Basile    |
|    | Italia (bandiera) |       | Almo Cipolla       |
|    | Italia (bandiera) |       | Alfredo Crispo     |
|    | Italia (bandiera) |       | Giannetti          |

## Calciomercato
| Acquisti | Acquisti         | Acquisti    | Acquisti |
| R.       | Nome             | da          | Modalità |
| -------- | ---------------- | ----------- | -------- |
| P        | Umberto Di Capua | Torrese     |          |
| A        | Ignazio Avella   | Nola        |          |
| A        | Rubicondo        | Juve Stabia |          |
|          | Giovanni Basile  | Crotone     |          |